# Much Hadham

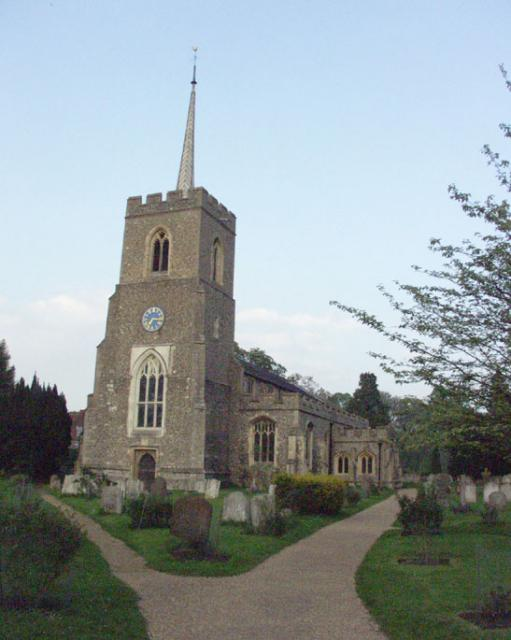
Iglesia de Much Hadham.

Much Hadham es un pueblo del este de Hertfordshire, Inglaterra, antiguamente conocido como «Great Hadham». Está situado en la carretera B1004, a medio camino entre Ware y Bishop's Stortford.
La parroquia comprende los lugares de Much Hadham (1147 habitantes), Dane Bridge Lane (23 habitantes), Green Tye (200 habitantes), Kettle Green (31 habitantes), Perry Green (175 habitantes) y South-end (75 habitantes).